# 湯浅八郎

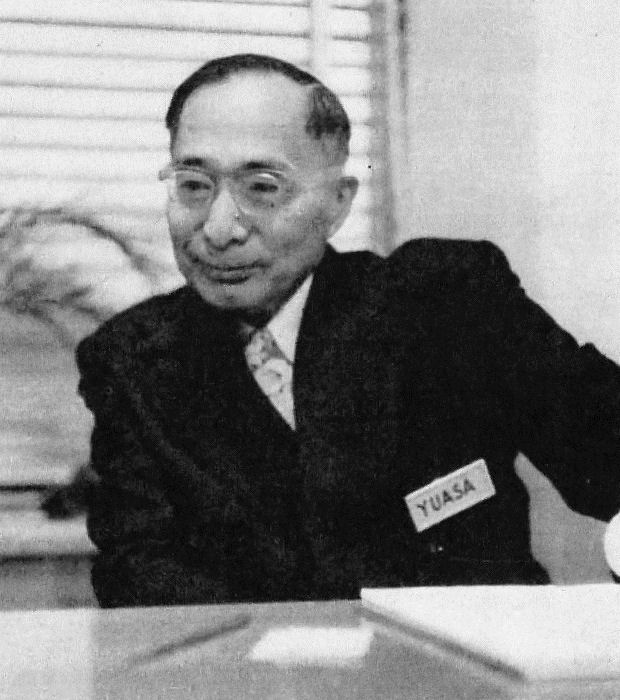
湯浅八郎

湯浅 八郎（ゆあさ はちろう、1890年（明治23年）4月29日 - 1981年（昭和56年）8月15日）は、日本の昆虫学者・教育者・キリスト者。第10・12・13代同志社総長および初代国際基督教大学学長を歴任した。湯浅治郎の五男。

## 経歴
1890年（明治23年）、東京市赤坂に生まれた。父は同志社理事・群馬県会議長・衆議院議員を務めた実業家・政治家である湯浅治郎、母は徳富蘇峰・徳富蘆花兄弟の姉である初子である。湯浅家は当時の日本ではまだ珍しい、クリスチャン・ホームであった（父方の叔父に聖書学者として知られる湯浅吉郎がいる）。少年期は主として京都で過ごした。
1902年（明治35年）に同志社普通学校に入学、1908年（明治41年）に卒業し、米国に渡った。3年間カリフォルニア州リヴィングストンの開拓農場で労働に従事した後、1911年（明治44年）にカンザス農科大学へ入学した。同大学卒業後、イリノイ大学専攻科、同大学院をへて、Ph.D.（博士号）を取得した。
1924年（大正13年）、新設の京都帝国大学農学部教授に招聘されて帰国する。当時としてはリベラルな教育を行い、今西錦司、森下正明、内田俊郎らを育てた。1926年（昭和元年）、東京帝国大学 理学博士。論文の題目は「A classification of the Larvae of the Tenthredinoidea（ハバラ亜目の幼蟲の分類）」。1933年（昭和8年）滝川事件が勃発、農学部評議員として瀧川幸辰の免職に反対する法学部の立場を支持したため、その思想的立場を当時の日本社会に対して明らかにすることとなった（その後、1935年3月30日に京都帝国大学を退職）。
1934年（昭和9年）3月、同志社総長事務取扱となり、翌年2月正式に第10代総長となった。戦時色が濃くなり、キリスト教主義学校に対する圧力が強まる中、難局に対処する。新島襄以来の同志社独自の教学精神を貫こうとした湯浅は、軍国主義に傾倒する当時の政府・軍部と対立した。さらに同志社岩倉校地の購入をきっかけとした学内紛争や、神棚事件、国体明徴論文掲載拒否事件、勅語誤読事件、チャペル籠城事件など、配属将校や同志社内外の右翼（大日本生産党、洛北青年同盟など）を巻き込む紛争に発展し、1937年（昭和12年）12月に総長職を辞した。
1938年（昭和13年）、インド・マドラスで行われた世界キリスト教宣教会議に出席する。1939年（昭和14年）、米国に渡り、宣教会議でのメッセージを伝えるために全米各地で講演を行った。1941年（昭和16年）4月、リバーサイド日米キリスト者会議で米国のキリスト教会に「アメリカ教会への感謝状」を贈った。日米開戦後も米国に残り、居留地に拘留された在留邦人や日系人を激励して回った。終戦後、日本に戻った。
1947年（昭和22年）、再び請われて同志社第12代総長に就任し、同志社大学をはじめとする、戦後の同志社諸校の土台作りに尽力した。
同年6月10日、鳥養利三郎（京都大学学長）、末川博（大阪大学総長）、岩崎卯一（関西大学学長）、神崎驥一（関西学院大学院長）とともに京都大宮御所に召し出され、昭和天皇の前で座談会形式により「最近の学内事情」について奏上を行った。
1950年（昭和25年）、同志社総長を退任して国際基督教大学設立準備に携わり、のち同大学初代学長に就任、同大学の礎を築く上で重要な役割を果たした。1961年（昭和36年）10月、同職を退任する。退任後は長く同大学理事長の職にあった。1977年（昭和52年）にキリスト教功労者を受賞。理学博士（東京帝国大学）。同志社大学名誉文化博士。国際基督教大学名誉総長および名誉人文学博士。

## 家族
- 父・湯浅治郎
- 母・湯浅初子
- 母方祖父・徳富一敬
- 母方祖母・徳富久子 - 姉妹に竹崎順子、矢嶋楫子
- 母方叔父・徳富蘇峰、徳冨蘆花
- 父方叔父・湯浅吉郎
- 母方いとこ・久布白落実
- 異母兄・湯浅一郎
- 弟・湯浅十郎、湯浅与三
- 妻・湯浅清子
- 岳父・鵜飼猛 - 猛の妻の妙子（清子の母）は、八郎の祖母の妹・矢嶋楫子の婚外子。
- 義兄・鵜飼信成
- 長男・湯浅洋

## 生活信条
湯浅は自身の生活信条を表す言葉として、次のような言葉を残した。
| 「 | 生きることは愛すること 愛することは理解すること 理解することは赦すこと 赦すことは赦されること 赦されることは救われること | 」 |

## 著作
- A classification of the larvae of the Tenthredinoidea, University of Illinois Press, 1923
- 無防備日本の使命, 北國毎日新聞社, 1948
- 湯浅八郎先生に聞く : 信仰と生活(西元宗助[対談] ; 国際基督教大学編集), 国際基督教大学, 1978
- 私の民芸道観, くらし手の会, 1980
- 若者に幻を, 国際基督教大学同窓会, 1981
- 民芸の心 : 復刻版, 国際基督教大学博物館湯浅八郎記念館, 1982
- 民芸の心 : 新装和英版, 教文館, 2023